# 526 Jena
526 Jena este un asteroid din centura principală, descoperit pe 14 martie 1904, de Max Wolf.